# You Are What You Is
You Are What You Is je studiové dvojalbum amerického rockového experimentátora a multi-instrumentalisty Franka Zappy, poprvé vydané v roce 1981 u Barking Pumpkin Records na dvou LP deskách a později u Rykodisc na CD.

## Seznam skladeb
| Strana 1 | Strana 1                                         | Strana 1 |
| Pořadí   | Název                                            | Délka    |
| -------- | ------------------------------------------------ | -------- |
| 1.       | Teen-Age Wind                                    | 3:02     |
| 2.       | Harder Than Your Husband                         | 2:28     |
| 3.       | Doreen                                           | 4:44     |
| 4.       | Goblin Girl                                      | 4:07     |
| 5.       | Theme from the 3rd Movement of Sinister Footwear | 3:34     |

| Strana 2 | Strana 2                 | Strana 2 |
| Pořadí   | Název                    | Délka    |
| -------- | ------------------------ | -------- |
| 1.       | Society Pages            | 2:27     |
| 2.       | I'm a Beautiful Guy      | 1:56     |
| 3.       | Beauty Knows No Pain     | 3:02     |
| 4.       | Charlie's Enormous Mouth | 3:36     |
| 5.       | Any Downers?             | 2:08     |
| 6.       | Conehead                 | 4:24     |

| Strana 3 | Strana 3                       | Strana 3 |
| Pořadí   | Název                          | Délka    |
| -------- | ------------------------------ | -------- |
| 1.       | You Are What You Is            | 4:23     |
| 2.       | Mudd Club                      | 3:11     |
| 3.       | The Meek Shall Inherit Nothing | 3:10     |
| 4.       | Dumb All Over                  | 5:45     |

| Strana 4 | Strana 4              | Strana 4 |
| Pořadí   | Název                 | Délka    |
| -------- | --------------------- | -------- |
| 1.       | Heavenly Bank Account | 3:44     |
| 2.       | Suicide Chump         | 2:49     |
| 3.       | Jumbo Go Away         | 3:43     |
| 4.       | If Only She Woulda    | 3:48     |
| 5.       | Drafted Again         | 3:07     |

## Sestava
- Frank Zappa – kytara, zpěv
- Ahmet Zappa – zpěv
- Moon Unit Zappa – zpěv
- Arthur Barrow – baskytara
- Jimmy Carl Black - zpěv
- Bob Harris – zpěv, trubka
- David Logeman – bicí
- Ed Mann – perkuse
- Tommy Mars – klávesy, zpěv
- David Ocker – basklarinet, klarinet
- Mark Pinske – zpěv
- Motorhead Sherwood – tenor saxofon, zpěv
- Craig "Twister" Stewart – harmonika
- Steve Vai – kytara
- Denny Walley – zpěv, slide kytara
- Ray White – rytmická kytara, zpěv
- Ike Willis – rytmická kytara, zpěv